# Língua chatisgari
Chatisgari (Devanagari: छत्तीसगढ़ी) ou (Laria/Loriya em Oriá: ଲରିଆ;ଛତିଶଗଡ଼ି ) é uma língua Indo-Ariana falada por 18 milhões de pessoas no estado indiano de Chatisgar. Está intimamente relacionado com as línguas  Awadhi, Bagueli e Oriá (falada na Orissa ocidental).